# Yale (Oklahoma)
Yale è una città della Contea di Payne, in Oklahoma. La popolazione al censimento del 2010 era di 1.227 persone residenti.
Ha dato i natali al jazzista Chet Baker.